# Valkeinen (sjö i Mellersta Finland)
Valkeinen är en sjö i Finland. Den ligger i kommunen Kinnula i landskapet Mellersta Finland, i den centrala delen av landet, 400 km norr om huvudstaden Helsingfors. Valkeinen ligger 167 meter över havet. Den är 2,3 meter djup. Arean är 26,3 hektar och strandlinjen är 2,87 kilometer lång. Sjön  ingår i Kymmene älvs huvudavrinningsområde.   I omgivningarna runt Valkeinen växer i huvudsak blandskog.